# Kia Pegas
La Kia Pegas è un'autovettura prodotta dalla casa automobilistica coreana Kia Motors insieme alla Dongfeng Yueda Kia a partire dal 2017. Realizzata esclusivamente per il mercato cinese e mediorientale, viene anche alcune parti del Sud America e del Sud-est asiatico come Kia Soluto o Kia Sephia.

## Descrizione
La Kia Pegas ha debuttato al salone di Shanghai 2017. Basata sulla piattaforma PB già utilizzata sulla Kia K2, la Pegas ha un passo incrementato a 2570 mm e una capacità del bagagliaio di 475 litri. Il motore dell'auto è un Kappa MPI I4 da 1,4 litri che era 94 cavalli, scaricati solo sulle ruote anteriori.
La Pegas è stata introdotta sul mercato nell'agosto 2017 in Cina e nel 2018 in Egitto. Ha debuttato nelle Filippine il 30 gennaio 2019 con il nome di Kia Soluto, in coincidenza con il rilancio di Kia Motors Philippines sotto la proprietà di Ayala Corporation. La Soluto ha debuttato in Vietnam nel settembre 2019 e in Brunei il 18 settembre 2020.